# Лопушанка (пам'ятка природи)
Лопушанка — ботанічна пам'ятка природи місцевого значення. Об'єкт розташований на території Надвінянського району Івано-Франківської області, Майданське лісництво, квартал 16, виділ 26.
Площа — 2,2000 га, статус отриманий у 1983 році.